# Izquierda cristiana
El término izquierda cristiana  se refiere a un segmento del espectro político de los movimientos políticos y sociales cristianos de izquierda que defienden ampliamente la justicia social, en ocasiones dentro del evangelio social. Dada la diversidad inherente en el pensamiento político internacional, el término puede tener diferentes significados y aplicaciones en diferentes países.

## Terminología
Al igual que con cualquier división entre izquierda y derecha en el espectro político, es una etiqueta aproximada, incluyendo en ella los grupos y las personas que ofrecen muchos y diversos puntos de vista. El término de izquierda podría abarcar una serie de valores, algunos de los cuales pueden o no pueden ser compartidos por diferentes movimientos y personas cristianas.
El punto de vista religioso más común que se podría describir como de izquierda cristiana es el que respalda la justicia social, la preocupación por los pobres y los oprimidos. Los seguidores de esta ideología tienden a apoyar la asistencia sanitaria universal, medidas por el bienestar social, la educación pública, la ayuda exterior y medidas de discriminación positiva para los menos favorecidos. Partiendo de valores igualitarios, la izquierda cristiana considera parte de su deber religioso tomar acciones a favor de los oprimidos. Como casi todas las grandes religiones contienen algún tipo de obligación de ayudar a los demás, citándose en varias religiones a la justicia social como un valor en consonancia con su fe.
La izquierda cristiana sostiene que la justicia social, la renuncia al poder, la humildad, el perdón, y la observación de la oración privada (en contraposición a la oración pública por mandato), están obligados por el Evangelio (Mateo 6:5-6). La Biblia contiene relatos de Jesús repetidamente defendiendo a los pobres y los marginados frente a los poderosos y ricos; la Izquierda Cristiana sostiene que esa postura es relevante e importante. De acuerdo con su interpretación del "poner la otra mejilla", que sustituiría al "ojo por ojo" del Antiguo Testamento, la Izquierda Cristiana se inclina más hacia el pacifismo en la oposición a las políticas de promoción del militarismo.
Si bien socialistas no religiosos a veces han encontrado apoyo para el socialismo en los Evangelios (por ejemplo Mijaíl Gorbachov que llegó a citar a Jesús como "el primer socialista"), la Izquierda Cristiana no considera que al socialismo como un fin o un medio único adecuado. La fe cristiana es la base de su creencia, que a su vez exige la propia justicia social.

## Historia

### Primeros años
Durante gran parte de la historia temprana de los movimientos antisistema de izquierda, como el socialismo y el comunismo (fuertemente anticlericales durante el siglo XIX), la Iglesia fue dirigida por un clero reaccionario que vio el progresismo como una amenaza a su estatus y poder. La mayoría de la gente veía a la Iglesia como parte del establishment. Las revoluciones en América, Francia, Rusia y, mucho más tarde, España estuvieron dirigidas entre otros motivos contra las Iglesias y sus líderes, y sirvieron en algunas ocasiones para establecer la separación Iglesia-Estado.
Sin embargo, en el siglo XIX, algunos escritores y activistas desarrollaron una escuela de pensamiento cristiano infundida por el socialismo, el socialismo cristiano.
Algunos de los primeros pensadores socialistas como Robert Owen, Charles Fourier o Henri de Saint-Simon basaron sus teorías del socialismo en los principios cristianos. No obstante, Karl Marx y Friedrich Engels reaccionaron contra estas teorías formulando mediante la una teoría secular del socialismo en El Manifiesto Comunista.

### La alianza de la izquierda y el cristianismo
A finales del siglo XIX y principios del siglo XX, algunos comenzaron a asumir la idea de que el cristianismo genuino tenían mucho en común con una perspectiva izquierdista. De gran interés fue la interpretación del Nuevo Testamento a través del igualitarismo.
Otras preocupaciones comunes de izquierda como el pacifismo, la justicia social, la igualdad racial, los derechos humanos y la redistribución de la riqueza también se consideraron enérgicamente mencionadas en la Biblia. En el siglo XIX, surgió el movimiento del Evangelio social (sobre todo entre algunos anglicanos, luteranos, metodistas y baptistas en América del Norte y Gran Bretaña) que trataba de integrar el pensamiento progresista y socialista con el cristianismo para producir un activismo social basado en la fe, promovidos por movimientos como el socialismo cristiano. En Estados Unidos durante este período, los episcopales y congregacionalistas en general tendieron a ser los más liberales, tanto en la interpretación teológica como en su adhesión al Evangelio Social. En Canadá, una coalición de liberales congregacionalistas, metodistas y presbiterianos fundaron la Iglesia Unida de Canadá, una de las primeras verdaderas confesiones cristianas de izquierdas. Más tarde, en el siglo XX, la fue la teología de la liberación la que ganó terreno, defendida por autores como Gustavo Gutiérrez y Jon Sobrino.

### Campañas por la paz y los derechos humanos
Algunos grupos cristianos se asociaron estrechamente con los movimientos pacifistas contra la guerra de Vietnam, así como la invasión de Irak en 2003. Líderes religiosos en muchos países también han estado a la vanguardia en criticar los recortes de programas de bienestar social. Además, muchos prominentes activistas de los derechos civiles, como Martin Luther King, fueron figuras religiosas.
En Chile, la Vicaría de la Solidaridad (ex Comité Pro Paz) jugó un rol importante en la defensa de los derechos humanos y la protección de opositores políticos durante la dictadura militar —quienes eran perseguidos, detenidos y torturados—, prestándoles asistencia social y legal.

### Cristianos en los Estados Unidos
En Estados Unidos, los miembros de la izquierda cristiana provienen de un espectro de denominaciones: Iglesias de Paz, líneas principales de elementos de las iglesias protestantes, el catolicismo y algunos evangélicos.
La Izquierda Cristiana no parece estar tan bien organizada o publicitada como sus contrapartes de derecha. Los opositores afirman que esto se debe a que es menos numerosa.[cita requerida] Los partidarios sostienen que en realidad es más numerosa, pero compuesta en su mayor parte de las personas menos dispuestas a expresar opiniones políticas en tan contundente forma como la Derecha Cristiana, posiblemente debido a la agresividad de la derecha cristiana. Además, sus defensores afirman que la Izquierda Cristiana ha tenido relativamente poco éxito generalizado en asegurar patrocinio corporativo, político, mediático en comparación con la derecha.[cita requerida] A raíz de las elecciones de 2004 en Estados Unidos cristianos progresistas líderes comenzaron a formar sus propios grupos para luchar contra la derecha religiosa, el Centro Cristiano Progresista y la Alianza Progresista Cristiana son dos de estos grupos que se han formado para promover la causa.
Los miembros de la izquierda cristiana que trabajan en cuestiones interreligiosas forman parte de la construcción del movimiento reconstruccionista progresista.
En América del Norte, la izquierda evangélica se desarrolló principalmente en los Estados Unidos, con la inmigración de anabaptistas que lucharon contra el establishment e hizo campaña por la democracia y la participación de todos los seres humanos. Otros movimientos fueron significativos, como el abolicionismo en el Reino Unido del siglo XVIII y el abolicionismo en los Estados Unidos del siglo XIX. Algunos evangélicos han defendido los derechos de la mujer, como la ordenación pastoral y el  derecho a votar. Debido a la controversia fundamentalista de principios del siglo XX, el movimiento y el activismo social perdieron impulso. Sin embargo, a finales de la década de 1940, los teólogos evangélicos del Seminario Teológico Fuller fundado en Pasadena, California, en 1947, defendieron la importancia cristiana del activismo social. Experimentó un nuevo ímpetu en la década de 1960 con la fundación de la Conferencia de Liderazgo Cristiano del Sur en 1957, dirigida por el pastor bautista Martin Luther King Jr..

### Homosexualidad
La izquierda cristiana a veces difiere de otros grupos cristianos en políticas sobre temas como la homosexualidad. Normalmente esto no es una cuestión de diferentes ideas religiosas, sino una de enfoque - ver las prohibiciones contra el asesinato, o la crítica a la concentración de la riqueza, más importantes que las cuestiones sociales destacadas por la derecha religiosa, como la oposición a la homosexualidad. Algunos en la izquierda cristiana[¿quién?] creen que el sexo homosexual es inmoral, pero sin importancia en gran medida en comparación con las cuestiones relativas a la justicia social, o incluso asuntos de moralidad sexual que implica el sexo heterosexual.[cita requerida]
Todos consideran que la discriminación y la intolerancia contra los homosexuales es inmoral. Sin embargo, algunos (aunque no todos) de estos miembros de la Izquierda Cristiana afirman que algunas de las prácticas homosexuales son compatibles con la vida cristiana y creen comunes que argumentos bíblicos usados para condenar la homosexualidad son mal interpretados. Tales puntos de vista sostienen que la prohibición era en realidad contra un tipo específico de acto homosexual sexual, pederastia o la sodomización de jóvenes por hombres mayores. Por lo tanto, es irrelevante al considerar relaciones actuales entre personas del mismo sexo.[cita requerida]

### Ética de vida consistente
Una cepa relacionada de pensamiento es la (católica y evangélica progresista) ética de vida consistente, que se ve en la oposición a la pena capital, el militarismo , la eutanasia , aborto y la distribución desigual de la riqueza mundial por estar relacionados. Es una idea con ciertos conceptos compartidos por religiones abrahámicas, así como los budistas , los hindúes y miembros de otras religiones. El difunto Cardenal Joseph Bernardin de Chicago desarrolló la idea de la ética de vida consistente en 1983. En la actualidad, Sojourners está particularmente asociado con esta línea de pensamiento. Adherentes comúnmente critican a los políticos que se identifican como provida , pero sin embargo se oponen a la financiación de las vitaminas prenatales, programas de nutrición infantil o cuidado de salud universal.

### Diferentes puntos de vista
Jim Wallis considera que uno de los mayores problemas que enfrenta la izquierda es llegar a los votantes religiosos evangélicos y católicos (Tenga en cuenta sin embargo que Jim Wallis niega que su organización Sojouners pertenezca ya sea a la derecha o a la izquierda). Católicos por el Derecho a Decidir ha respondido que estas personas progresistas evangélicos y católicos provida tienen dificultades para hacer frente a las consecuencias de la teología feminista y la ética de la fe cristiana.

### Teología de la Liberación
La Teología de la Liberación, que se desarrolló de forma independiente y no debe confundirse con la Teología de Liberación Negra en los EE. UU., es una tradición teológica que surgió en el mundo en desarrollo, especialmente en América Latina. Desde la década de 1960, los pensadores católicos han integrado el pensamiento de izquierda y el catolicismo, dando lugar a la Teología de Liberación. Surgió en un momento en que los pensadores católicos que se oponían a los líderes despóticos en Sur y Centroamérica se aliaron con la oposición comunista. Sin embargo, la Santa Sede decidió que, mientras Teología de la Liberación es parcialmente compatible con la doctrina social católica, ciertos elementos marxistas de la misma, tales como la doctrina de la lucha de clases, están en contra de las enseñanzas de la Iglesia.

## Partidos políticos
- Partido Izquierda Cristiana de Chile
- Movimiento de Acción Popular Unitaria